# Boehmeria tirapensis
Boehmeria tirapensis là loài thực vật có hoa trong họ Tầm ma. Loài này được Deb & R.M.Dutta mô tả khoa học đầu tiên năm 1964.